# Observatorium Østervold

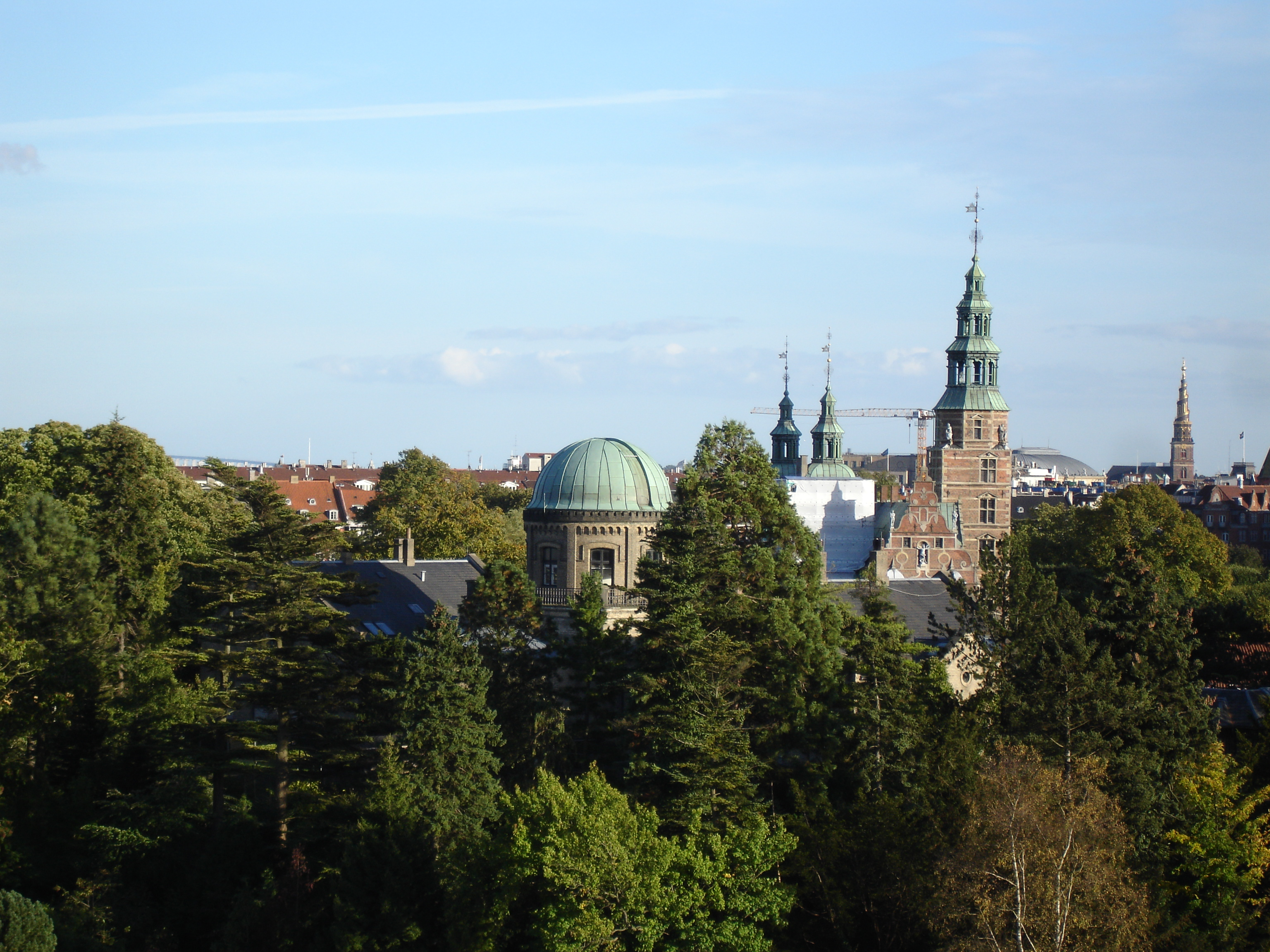
Kuppel des Observatoriums Østervold

Das Observatorium Østervold (dän. früher Københavns Universitets Astronomiske Observatorium) im Botanischen Garten von Kopenhagen ist ein astronomisches Observatorium, das zur Universität Kopenhagen gehört und bis 1953 betrieben wurde.

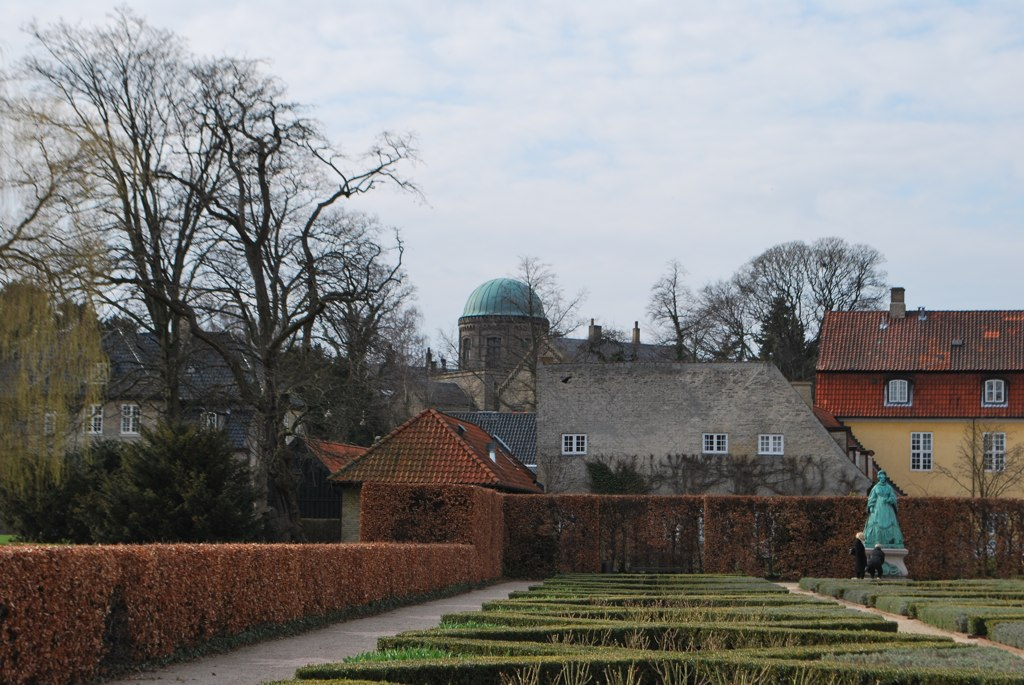
Das Observatorium gesehen vom Park Kongens Have.

Wegen Lichtverschmutzung und Erschütterungen durch den Verkehr hat das erhaltene Doppelteleskop (36-cm-Refraktor mit einer Brennweite von 4,9 m für optische Beobachtungen und ein 20-cm-Refraktor mit 4,8 m Brennweite für fotografische Aufnahmen) keine wissenschaftliche Bedeutung mehr. 1953 wurde deshalb das Observatorium Brorfelde südlich von Holbæk neu errichtet.
| Entdeckte Asteroiden: 8 | Entdeckte Asteroiden: 8 |
| ----------------------- | ----------------------- |
| (3312) Pedersen         | 24. September 1984      |
| (5165) Videnom          | 11. Februar 1985        |
| (5427) Jensmartin       | 13. Mai 1986            |
| (7743) 1986 JA          | 2. Mai 1986             |
| (8261) 1985 RD          | 11. September 1985      |
| 1985 FE                 | 27. März 1985           |
| (22282) 1985 RA         | 11. September 1985      |
| (24642) 1984 SA         | 22. September 1984      |

Die Sternwarte war seit 1861 in Betrieb und hat den IAU code 035. Sie war Nachfolgerin der Sternwarte Rundetårn in Kopenhagen.